# 장원석 (축구인)
장원석(1986년 4월 16일 ~ )은 대한민국의 전직 축구 선수로 현역 시절 인천 유나이티드, 제주 유나이티드, 대전 하나 시티즌, 포천시민축구단, 대전 코레일에서 수비수 겸 미드필더로 활동했다.

## 클럽 경력
2009 K리그 드래프트를 통해 인천 유나이티드에 입단하였다. 데뷔 초반에는 센터백, 윙백으로 활약하였으나 수비형 미드필더로 포지션을 변경하였다. 2009 K-리그에선 FC 서울에 1 – 0으로 패한 경기에서 치명적인 실수를 하며 실점의 빌미를 제공했으나, FC 서울의 핵심 미드필더 기성용을 효과적으로 막아내며 인상적인 활약을 보여주기도 하였다. 2010 시즌 초반엔 큰 부상을 당해 오랜 시간 출전하지 못하였고, 그 사이 일리야 페트코비치가 사퇴하고 허정무가 감독으로 부임하면서 장원석은 수비형 미드필더가 아닌 왼쪽 윙백으로 기용되었다. 2011년엔 인천의 주전 오른쪽 윙백이었던 이준영의 군 입대로 오른쪽 윙백 자리에 공백이 생기자 허정무는 기존에 주전 왼쪽 윙백이였던 전재호를 오른쪽 윙백으로 기용하고, 장원석을 왼쪽 윙백으로 기용하였다. 특히 2011년 수원 삼성과 전남 드래곤즈와의 2연전에서 연속으로 프리킥 골을 기록하여 화제가 되었고, 특히 40m 장거리 프리킥이었던 전남전 골은 KBS 비바 K리그 베스트 골 주인공으로도 뽑혔다.
2012년 7월 1일 남준재 선수와 트레이드로 제주 유나이티드로 이적하였지만, 이용, 오주현 등에 밀려 출전기회를 많이 잡지 못하였으며, 2014년 2월 17일 대전 시티즌으로 1년 임대되었고, 고양과의 홈 개막전에서 그림과 같은 프리킥을 기록하며 대전 시티즌의 4 – 1 승리를 이끌었다. 이후 주전으로 활약하며 1부 리그 승격에 큰 기여를 했다. 2015년 군 문제를 해결하기 위해서 포천 시민축구단으로 임대되었다.
2017 시즌을 앞두고 이동수와 트레이드로 대전 시티즌으로 이적하였다.
2019시즌을 앞두고 내셔널리그의 대전 코레일 축구단에 입단했다.

## 수상

### 클럽

#### 대전 시티즌
- K리그 챌린지
  - 우승 1회 : 2014

#### 포천 시민축구단
- K3리그
  - 우승 2회 : 2015, 2016